# St. Hippolyt (Zell am See)

Turm der Stadtpfarrkirche zum heiligen Hippolyt

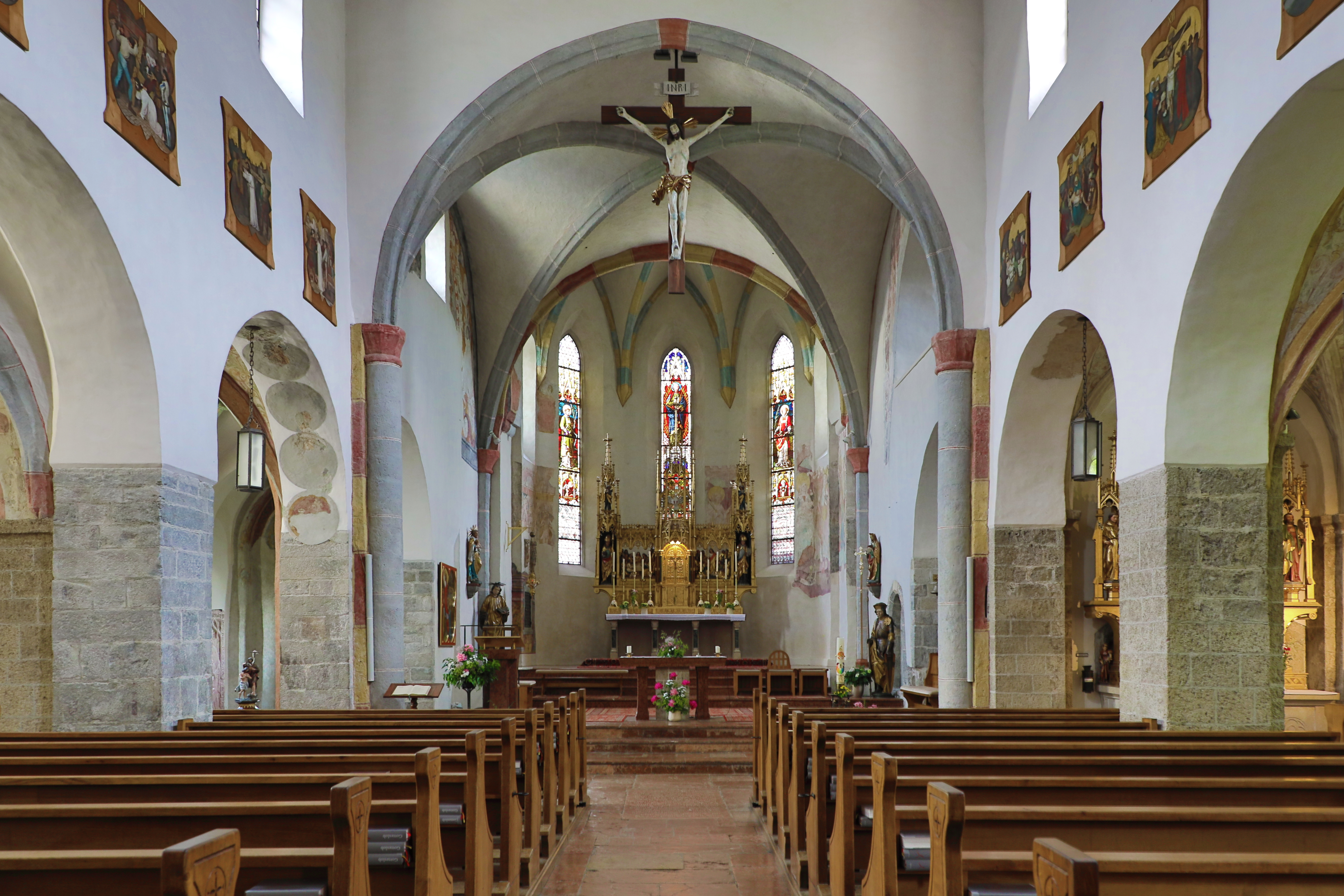
Altarraum St. Hippolyt

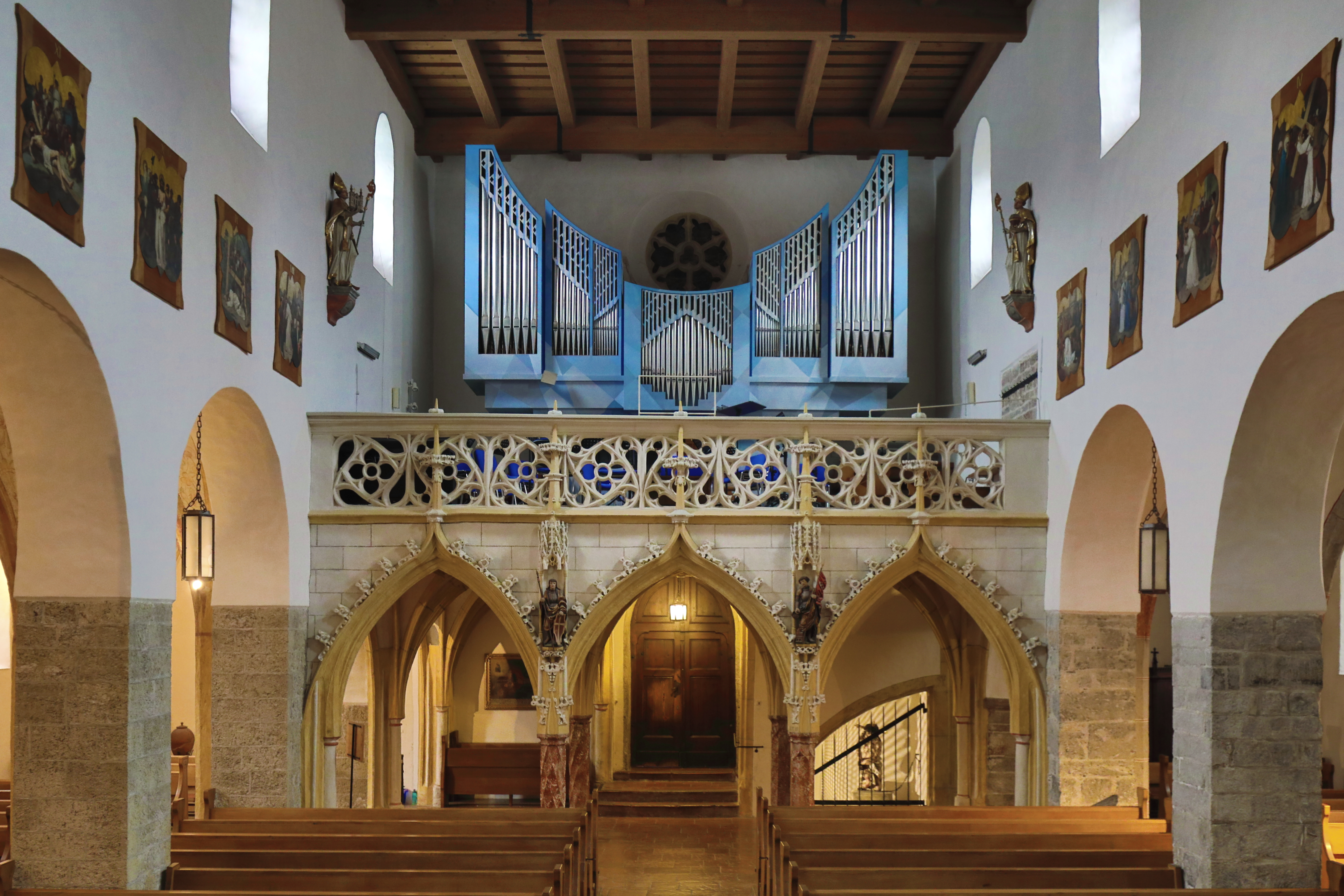
Spätgotische Orgelempore mit einer Orgel aus dem Jahr 1981. Prospektentwurf und Farbfassung erfolgte durch Richard Hirschbäck

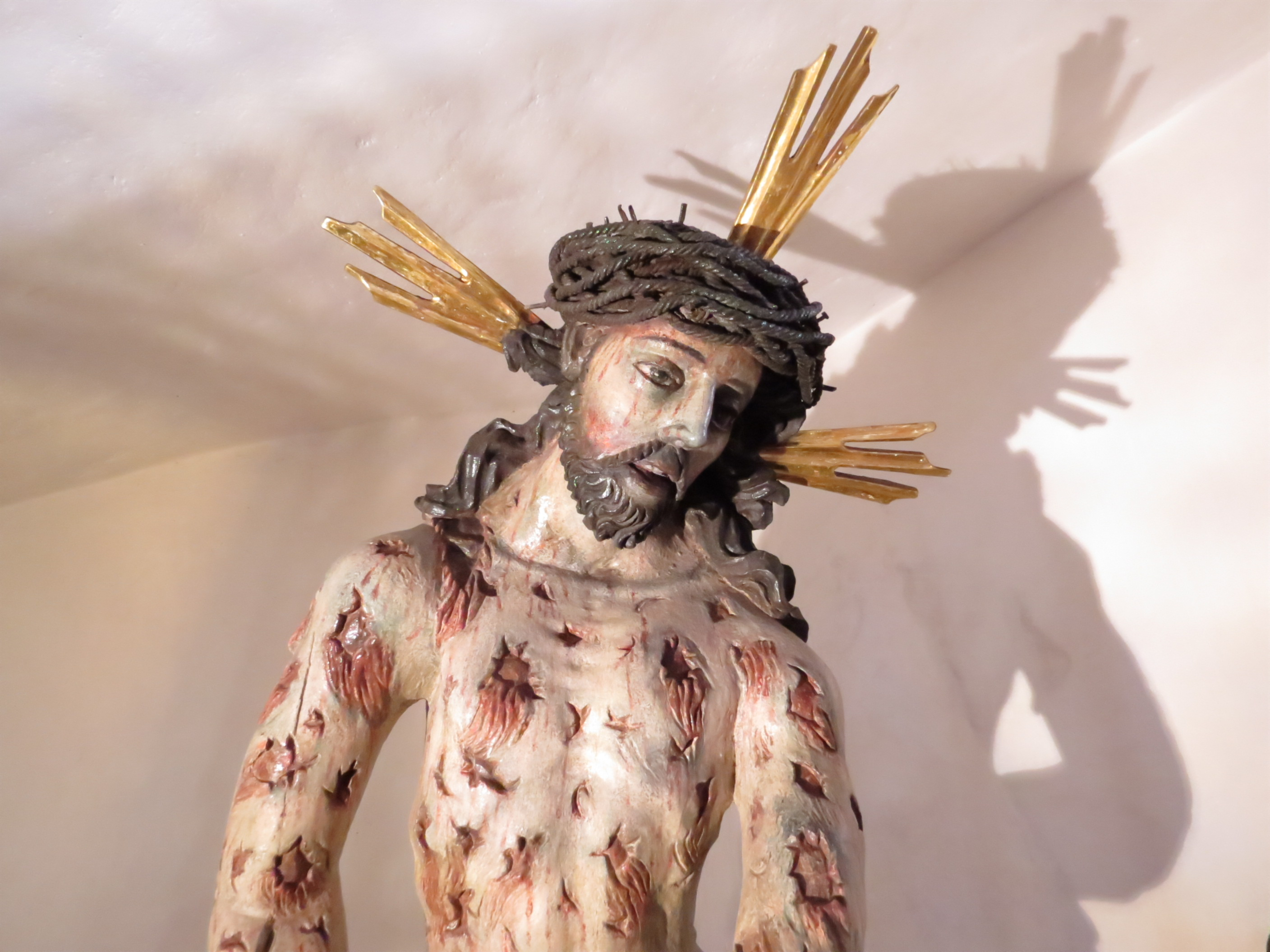
Skulptur der Geißelung von Jesus Christus

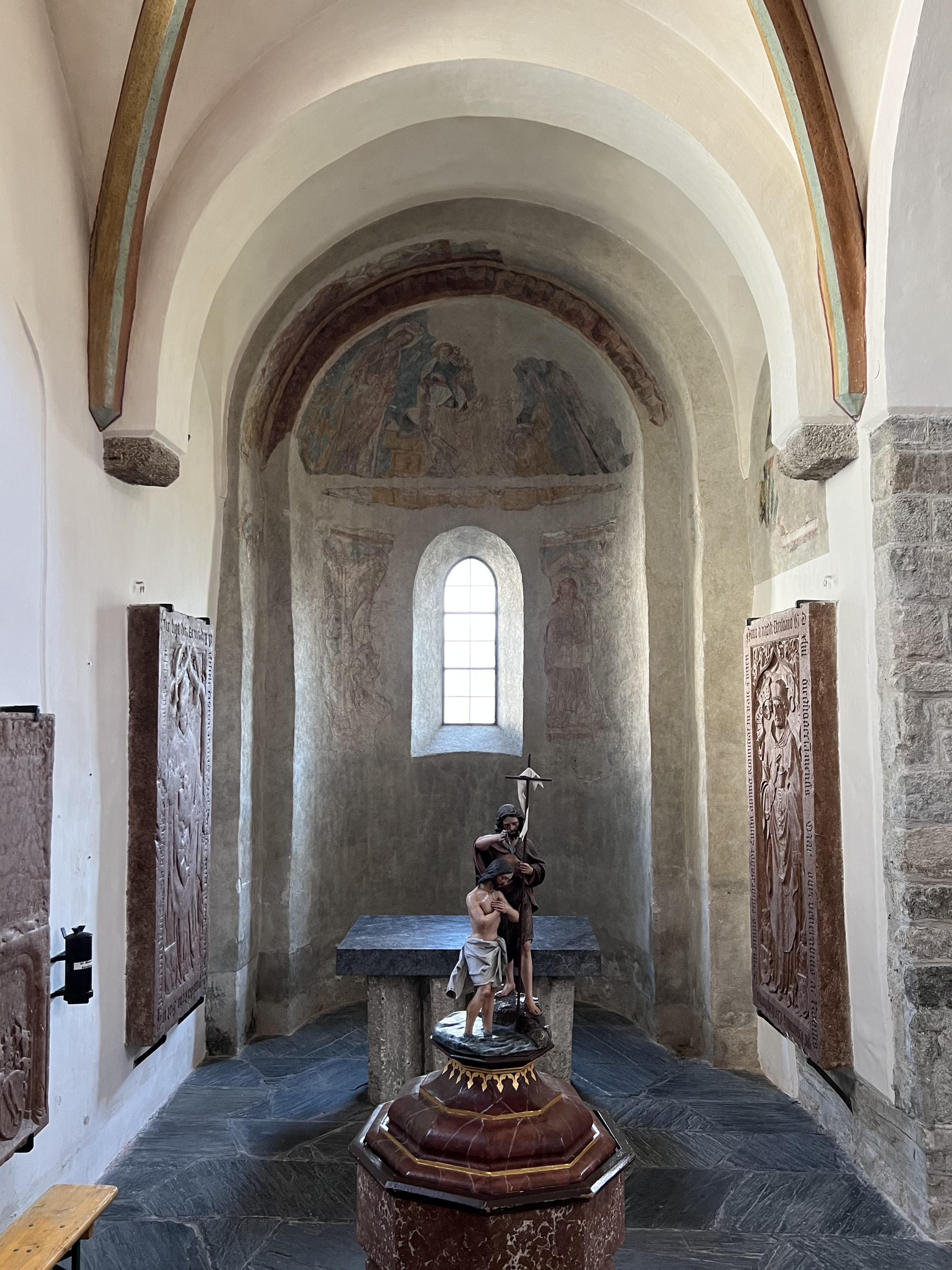
Seitenapsis mit Taufbecken und Fresken

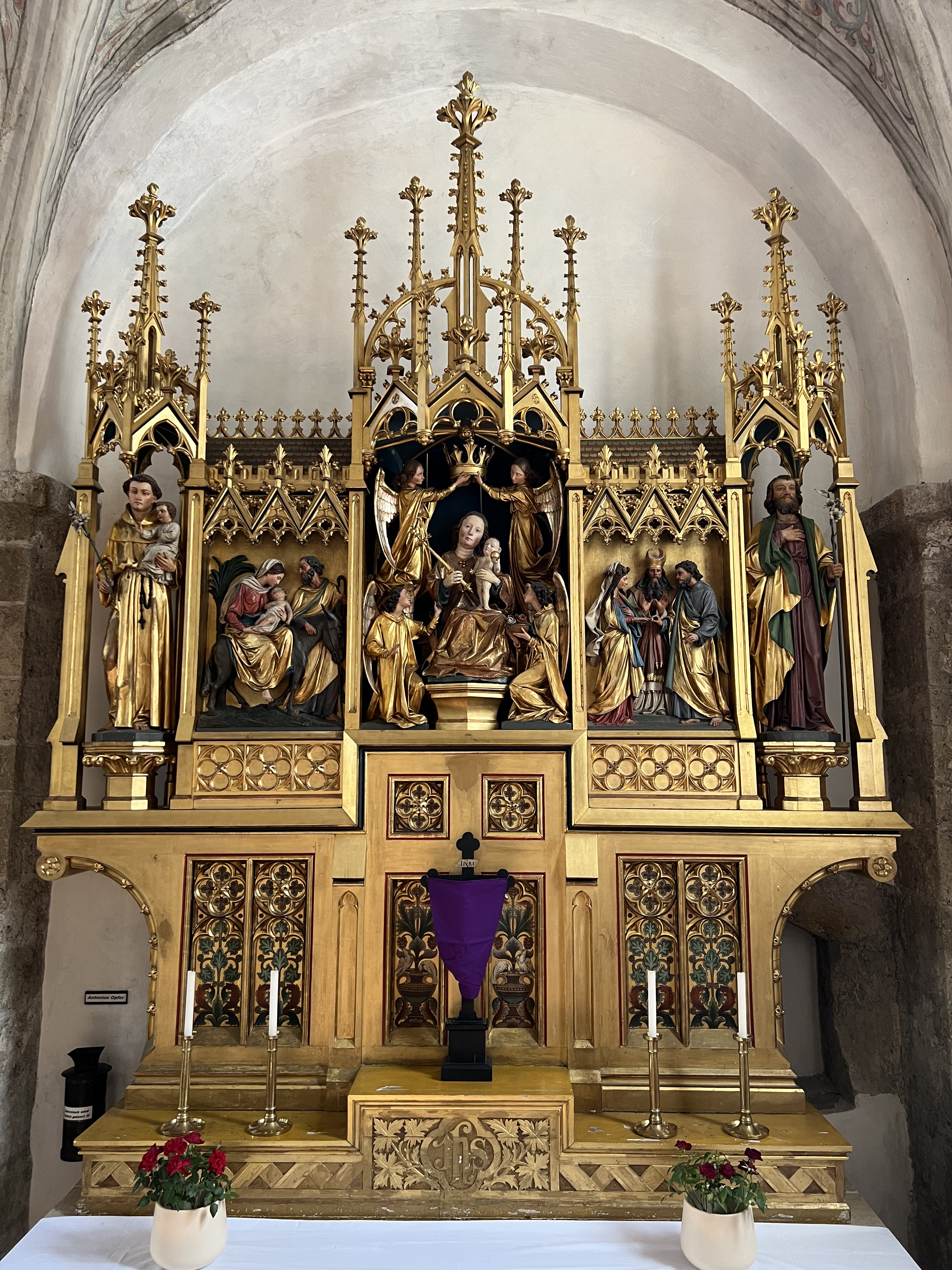
Gotische Madonna, um 1480, in neugotischem Altarretabel

Die römisch-katholische Stadtpfarrkirche zum heiligen Hippolyt ist ein Kirchengebäude in der Bezirksstadt Zell am See im österreichischen Bundesland Salzburg. Die dem Heiligen Hippolyt von Rom geweihte Kirche steht unter Denkmalschutz.

## Geschichte
Die im Zuge einer Renovierung der Stadtpfarrkirche St. Hippolyt in den Jahren 1972 bis 1975 bei der nördlichen Kryptastiege und beim Eingang zur Sakristei freigelegten römischen Spolien (darunter ein querstehender skulptierter Reliefstein mit zwei keltisch-römischen Köpfen), könnten ein Hinweis darauf sein, dass sich an diesem Platz schon ein vorchristlicher Kultplatz (Tempel?) mit Grabstelen befunden hat. Dafür spräche u. a. auch die Verordnung von Papst Gregor I. (590–604), dass Reliefsteine als Sieg über das Heidentum in christliche Kirchen eingemauert werden sollen.
Auch die archäologische Untersuchung der zugeschütteten und im Zuge der Renovierung wieder freigelegten Krypta ergab, dass diese nicht nur älter als die frühgotische Hauptapsis, sondern auch noch älter als das hochromanische Langhaus sei. Die in Salzburg einmalige Verwendung des frühkarolingischen Hippolyt-Patroziniums sowie die daneben stehende Marienkirche (als Volks- und Wallfahrtskirche), lassen auf eine auf bayerische Adelige zurückgehende Eigenkirche schließen, deren Wurzeln bis in die Zeit der Klostergründung in der zweiten Hälfte des 8. Jahrhunderts zurückreichen könnten.
Um die Mitte des 10. Jahrhunderts ist dann ein Bau einer einschiffigen Saalkirche mit einem langgestreckten Apsidensaal (rund 8 × 32 m), einer Krypta und längsgerichteten Annexräumen (Anbauten) anzunehmen. Diese Kirche nach karolingisch-ottonischem Typus soll in Zell am See während des 10. Jahrhunderts entstanden sein. An deren Stelle trat im zweiten Drittel des 12. Jahrhunderts ein Neubau in Form einer noch turmlosen Pfeilerbasilika.
Die Kirche zeigt somit die ältesten Bauelemente des Pinzgaus. Die bestehende Anlage ist demnach romanisch. Die Kirche ist dreischiffig und war einst mit gotischem Rippengewölbe ausgestattet. Im Hauptschiff wurde 1794 das Steingewölbe abgeschlagen und ein Schalgewölbe eingezogen, welches 1898 durch eine flache Holzdecke ersetzt wurde. Zum Hochaltar führen vier Stufen hinauf, die darunterliegende Krypta wurde vorerst zugeschüttet, allerdings im Zuge der Renovierung in den 1980er Jahren wieder freigelegt.
Das Juwel der Kirche, welches zugleich eines der schönsten und kostbarsten Baudenkmäler des Pinzgaus darstellt, ist die Empore mit ihrer prachtvollen Brüstung. Die Empore ruht auf vier verschieden gearbeiteten Säulen von ausgesucht kostbaren Marmor, zwischen denen das reiche filigranartige Netzgewölbe gespannt ist. Die drei Spitzbögen tragen viele Krabben, gehen in Spitztürmchen mit Kreuzblumen über, zwischen den drei Bögen sind gotische Baldachine mit geschnitzten Figuren der hll. Hippolyt und Florian von 1520. Die Emporenbrüstung zeigt edles Maßwerk in Vierkleerosetten und Fischblasenmanier. Die Arbeit trägt die Zahl 1514.
Der Turm beherrscht das Altstadtbild von Zell am See. Die starken Mauern sind außen mit Quadern von Konglomerat verkleidet, in fünf Geschoße abgeteilt, die durch gotische Friese gekennzeichnet sind. Die Friese sind je höher, desto größer. Der Turm ist 36 Meter hoch und trägt ein Satteldach mit Treppengiebel.
1660 bis 1670 bekam die Kirche einen neuen Hochaltar in edler Barockarbeit, der 1760 wiederum durch einen neuen Altar ersetzt wurde. Von der barocken Einrichtung ist außer einigen Zierstücken fast nichts mehr erhalten; zwei große Statuen kamen in die Prielauer Kirche. Auf dem Hochaltar befinden sich heute neben dem Tabernakel zwei Statuen von 1480: St. Rupert und Virgil.
Im Seitenaltar befindet sich das Gnadenbild der 1773 nach einem verheerenden Brand im Jahr 1770 abgebrochenen Kirche Maria Wald. Es ist eine Madonna mit stehendem Kind, das um 1480 entstanden ist und sich heute in einen neugotischen Altar gefasst ist. Das linke Seitenschiff hat in der halbrunden Apsis einen kleinen Sebastianaltar mit Glasgemälde im Fenster und sehr schöne, große Grabsteine, unter anderem von Caspar Panichner (Landrichter im 16. Jahrhundert).
Bei der Renovierung 1898 wurde alles barocke Kunstgut restlos aus der Kirche entfernt, eine flache Holzdecke eingezogen und zwei neugotische Altäre mit reicher Vergoldung und Bildhauerarbeit von Josef Bachlehner in Hall in Tirol aufgestellt. Die Glocken von 1904 wurden in der NS-Zeit als Metallspende eingezogen und eingeschmolzen, 1950 konnten vier neue Kirchenglocken von Erzbischof Rohracher geweiht werden.
Die Kirche wurde in den Jahren 1972 bis 1975 einer umfangreichen Renovierung unterzogen, in den Jahren 2012/13 konnte schließlich auch der mächtige Westturm saniert und renoviert werden.